# صفحة الضغط
صفحة الضغط (بالإنجليزية: squeeze page)‏ هي صفحة إرساء تم إنشاؤها لطلب الاشتراك في عناوين البريد الإلكتروني من المشتركين المحتملين.

## خلفية تاريخية
في مجال التسويق المباشر، يتم اعتبار قائمة المشتركين أهم جزء في حملة رسائل البريد الإلكتروني. ويكرس القائمون على الأبحاث التسويقية جزءًا كبيرًا من وقتهم وأموالهم في تجميع «قائمة» المشتركين المستهدفين بدرجة كبيرة نتيجة لذلك. والطرق الشائع استخدامها في تجميع قائمة البريد تتضمن بريد الرد على الأعمال والتسويق عبر الهاتف، وتأجير القوائم واتفاقيات التسجيل المشترك.
وتخدم قوائم البريد الإلكتروني الغرض ذاته في العالم الرقمي. حيث تتيح قائمة المستهدفين بشكل كبير من مشتركي البريد الإلكتروني للمالك تسويق منتجاته وخدماته مع احتمالية نجاح عالية. ومع انتشار البريد العشوائي، ومع ذلك، يكون المستهلكون حذرين للغاية حيال إعطاء عناوين بريدهم الإلكتروني للشركات. ولإزالة ما يواجهه المستهلكون من مخاوف حيال ما يتعرضون له عبر الإنترنت، تقوم الشركات بإنشاء «صفحات الضغط» التي تفصل معايير خصوصية الأعمال وما سيتلقاه المشترك.

## إستراتيجيات صفحة الضغط
إن صفحة الضغط عبارة عن صفحة ويب فردية تهدف إلى التقاط معلومات حول متابعة التسويق؛ وهو ما يعني عدم وجود روابط انتقال. وتستخدم صفحات الضغط ذات الجودة قصص النجاح التي يتم ربط الاحتمالية بها عند اتخاذ قرار شراء. وتستخدم كذلك أشياءً مثل سيكولوجية اللون وإصدارات المبيعات الجذابة والنص الغني بالكلمات المفتاحية مع وضع ميزة تحسين محرك البحث (SEO) في الاعتبار. حتى أن بعض القائمين على التسويق يستخدمون صفحة الضغط الخاصة بهم بالصوت والصورة.
ويقترض المسوقون على الإنترنت أساليب حقوق الطبع والنشر من التسويق بلا اتصال أو الاستجابة المباشرة. ويتضمن هذا استخدام العنوان والنقاط الصغيرة أو نسخة تجريبية أو المواعيد النهائية أو التزكيات أو الندرة وغيرها. ويقدم المسوقون العدائيون إلى الزائرين العديد من الحوافز المتنوعة في مقابل معلومات جهات الاتصال الخاصة بهم.
وكقاعدة عامة، يحاول مسوقو الإنترنت الاحتفاظ بالمحتوى على صفحات الضغط الخاصة بهم إلى أقل حد ممكن. والهدف من الصفحة هو الحصول على عنوان البريد الإلكتروني؛ وقد تشتت المعلومات الإضافية المستخدم أو تتسبب في «إبعاده إلى» موقع ويب مختلف. ويكون التنقل والروابط التشعبية دومًا غائبة عن صفحات الضغط النموذجية. ويتم استخدام غياب الروابط في التركيز على لفت أنظار الزائرين على اختيار واحد: التسجيل بقائمة عناوين البريد الإلكتروني أو مغادرة الموقع. ولقد اكتشف مسوقو الإنترنت بشركة ساوي (SAWY) أن إقناع الزائر بالاشتراك في قائمة بريد إلكتروني يولد فرصة تقديم العديد من رسائل المبيعات المتنوعة إلى ذلك الزائر مع مرور الوقت وإنماء علاقة وحتى بيع المنتجات الأخرى ذات الصلة.
وغالبًا ما يتم استخدام صفحات الضغط بالارتباط إكمال تأكيد عنوان البريد الإلكتروني لها أثر فعال على زيادة الاشتراكات باستخدام صفحات الضغط.
ولقد أدت التكنولوجيا الجديدة كذلك إلى إضافة صوت أو فيديو إلى صفحات الضغط في محاولة للفت انتباه الزائر.

## صفحات الضغط وتحسين محرك البحث
في عام 2011، وفي مناسبتين (جوجل «باندا» و «المزارع» في فبراير ويونيو), تم تعديل خوارزميات محركات البحث الرئيسية لتكون أكثر دقة في الترتيب وفي بعض الأحيان تم استبعاد صفحات الضغط، التي تعتبر «بريدًا غير مرغوب فيه» نظرًا لقلة محتوياتها. وبالإضافة إلى ذلك، كان يرى بعض المسوقين حملات الدفع لكل نقرة الخاصة بهم وهي يتم فرض غرامات عليها بفعل القيود التي تحظر على «الشركات التابعة» شراء إعلانات الدفع لكل نقرة لإنشاء قوائم اشتراكات للمبيعات المستقبلية. واستجابة لذلك، بدأ المسوقون في زيادة مقدار المحتوى المضمن على صفحات الضغط لضمان احتفاظ صفحاتهم بنفس ترتيب نتائج البحث.
وهناك طرق لزيادة المحتوى في صفحة الضغط وهو إضافة مدونة أسفل الصفحة، أو تصميم صفحة ضغط تنمو بشكل كبير وتكون مزيجًا من صفحة مبيعات خطية وصفحة ضغط. حيث يحتفظ هذا التصميم بالأساسيات مثل استمارة الاشتراك والنقاط الصغيرة والفيديو على قمة الصفحة. وفي أسفل الصفحة ستجد المزيد من المحتوى ومعلومات حول المنتج.